# 氣旋雅薩
強烈熱帶氣旋雅薩（英語：Severe Tropical Cyclone Yasa），是2020－2021年南太平洋熱帶氣旋季第1個獲命名的風暴。「雅薩」（Yasa）在形成前，數值預報一開始皆認為此系統強度不會太強，但直到比它早升格的04P被併吞後才改認為它的強度會不容小覷，最終成為南太平洋最早的五級強烈熱帶氣旋(不過這個紀錄被2023年的強烈熱帶氣旋羅拉打破)，亦是最早達到薩菲爾-辛普森颶風風力等級分類中五級熱帶氣旋強度的系統，並在12月6日成為南太平洋海域12月份風暴中最強的熱帶氣旋，亦為該年風季中最強的風暴。
該名稱後來在風季結束後被斐濟氣象局宣布永久除名，替補名將在之後公佈。

## 氣象歷史

### 數值預報不看好發展
早在2020年12月上旬，數值預報就已經報出有一強系統將侵襲萬那杜，但當時數值看好發展的是季風槽東方發展出來的擾動，而此擾動在12月8日時被美國海軍研究實驗室編號為90P。起初數值皆看好該系統的發展，但不看好於12月9日獲得編號的91P。

### 整合結構，發展步入正軌
12月9日，斐濟氣象局先將90P評為熱帶擾動，給予編號01F。兩天後，斐濟氣象局將91P評為熱帶擾動，給予編號02F。聯合颱風警報中心則在兩天內對這兩個系統發布熱帶氣旋形成警報，之後分別將這兩個系統升格為熱帶風暴，給予熱帶氣旋編號04P與05P，05P的前身則為熱帶擾動91P。
05P在獲得編號後便開始快速整合環流，但隔壁較早獲得編號的04P的情況卻很糟糕，聯合颱風警報中心起初特別看好04P的發展，但因受到05P帶來的垂直風切所影響，系統的低層環流中心逐漸裸露，並與05P發生藤原效應。12月12日晚間8時，聯合颱風警報中心對04P發布最後報告，隔天，04P被05P完全吞併，在吸收了04P的殘骸後，05P的環流快速整合完成。晚間8時，斐濟氣象局將其升格為一級熱帶氣旋，並命名「雅薩」（Yasa）。

### 進入快速增強期
12月14日上午8時，斐濟氣象局將其升格為二級熱帶氣旋。到了下午，「雅薩」（Yasa）發展出雲捲風眼，致使聯合颱風警報中心在下午2時將「雅薩」（Yasa）升格為一級熱帶氣旋。
12月15日凌晨4時，斐濟氣象局將其升格為三級強烈熱帶氣旋，風眼也開始顯現在衛星雲圖上。上午8時，斐濟氣象局將其升格為四級強烈熱帶氣旋，不久後，聯合颱風警報中心將其升格為二級熱帶氣旋。隨著風眼逐漸清空，聯合颱風警報中心在下午2時將其升格為三級熱帶氣旋，隨後「雅薩」（Yasa）便進入眼牆置換循環週期，微波雲圖也顯示出明顯的雙重眼壁現象，但很快就結束，風眼亦重新開始清空，晚間9時，斐濟氣象局將其升格為五級強烈熱帶氣旋，成為該風季第一個達到此強度的系統，亦是南太平洋中最早達到五級強烈熱帶氣旋的熱帶氣旋。
12月16日凌晨3時，聯合颱風警報中心將其升格為四級熱帶氣旋。上午9時，聯合颱風警報中心將其升格為五級熱帶氣旋，成為南太平洋中最早達到薩菲爾-辛普森颶風風力等級分類中五級熱帶氣旋強度的熱帶氣旋。

### 逐步減弱逼近斐濟
12月16日入夜之後，「雅薩」（Yasa）再次受到垂直風切影響，而這次的風切強度比之前還來的強，對流出現逐漸被向東南方切離的情況，結構亦逐漸遭到破壞，進而出現減弱的趨勢；除此之外，微波雲圖亦顯示出「雅薩」（Yasa）出現了雙重眼壁，表示其再次進入了眼牆置換週期，風眼亦因此開始出現填塞情形，但仍無阻斐濟氣象局於12月17日凌晨2時將其風速提升至135節(每小時250公里)，甚至更將氣壓下修至899百帕；但聯合颱風警報中心在同日凌晨3時將「雅薩」（Yasa）降格為四級熱帶氣旋。而「雅薩」（Yasa）也在下午3時登陸斐濟的瓦努阿島，風眼亦填塞為一雲塞風眼，由於移動速度快，在登陸後不到兩小時便已經出海。12月18日凌晨3時，斐濟氣象局將其降格為四級強烈熱帶氣旋。同時聯合颱風警報中心將其降格為二級熱帶氣旋。上午5時，斐濟氣象局將其降格為三級強烈熱帶氣旋。上午11時，聯合颱風警報中心將其降格為一級熱帶氣旋。晚間11時，斐濟氣象局將其將格為二級熱帶氣旋。12月19日凌晨3時，聯合颱風警報中心將其降格為熱帶風暴。上午11時，斐濟氣象局將其降格為一級熱帶氣旋。12月20日凌晨4時，斐濟氣象局判定其已轉化為後熱帶氣旋。下午2時，聯合颱風警報中心對該系統發布最後警告。

### 事後調整
斐濟氣象局在2020年12月16日發布的最佳路徑中，把雅薩的巔峰強度下調為125節(每小時230公里)，氣壓上調至917百帕。

## 防災措施

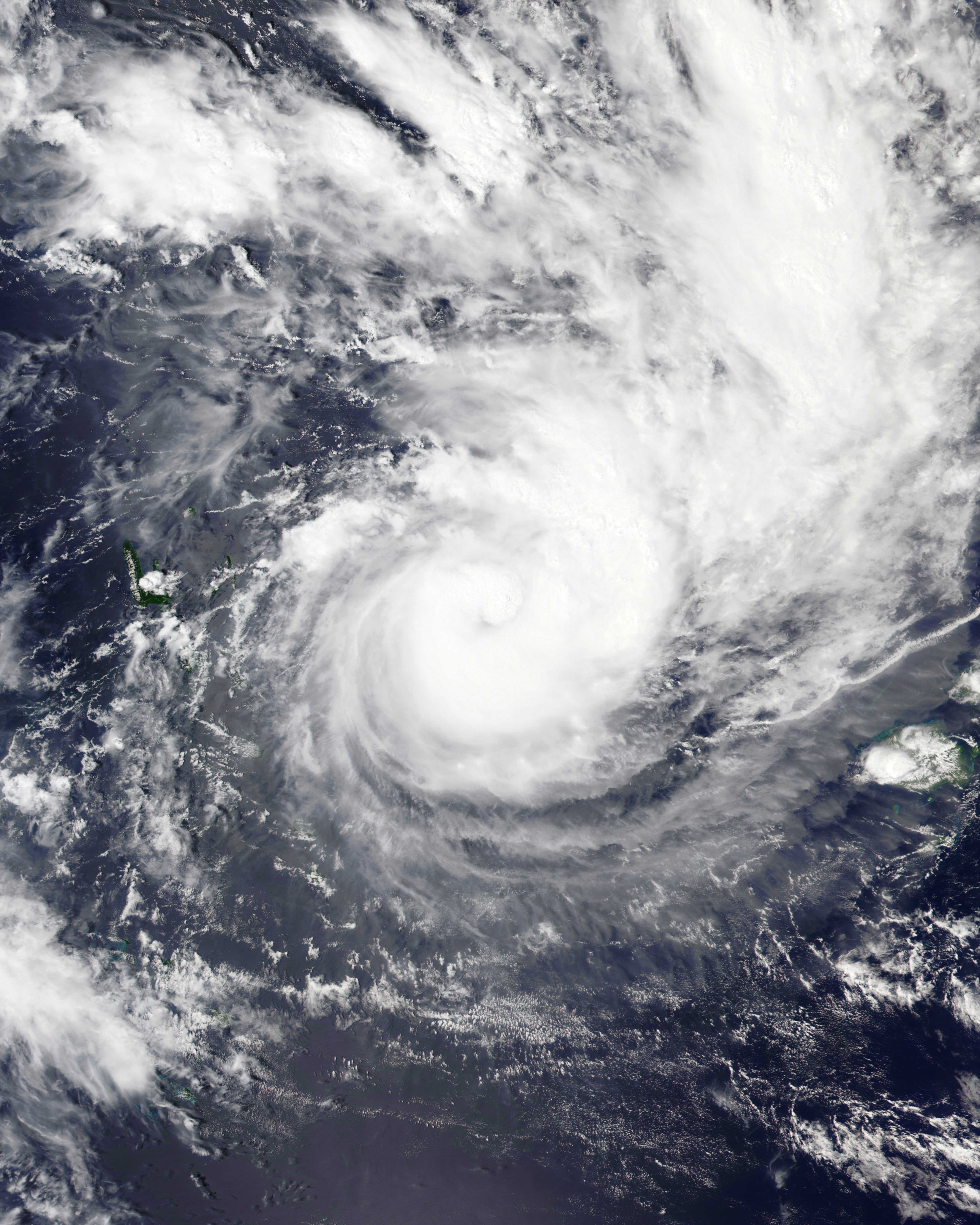
12月24日上午，位在瓦努阿圖東方海面的雅薩，其雲捲風眼顯現在衛星雲圖上

### 斐濟
12月11日，斐濟氣象局對羅圖馬島發佈烈風警告，預計熱帶低氣壓01F將會影響斐濟，陣風時速會達到每小時60公里（每小時35英里）。他們還指出，該系統有望對公海和低窪沿海地區造成嚴重的影響。這一警報隨後在第二天擴大到包括熱帶低氣壓02F和另一個輻合帶。在02F吞併01F並發展為熱帶氣旋之後，該警告在12月13日取消。在接下來的幾天裏，在12月15日發佈熱帶氣旋警報之前，對羅圖馬島、維提島、瓦努阿島、亞薩瓦島和馬馬努薩群島發佈了強風、豪雨和洪水警報。當天晚些時候，警報範圍擴大到斐濟全境，同時向亞薩瓦島和馬馬努薩島群、維提島和瓦努阿島群發出大風警報。在接下來的幾天裏，該機構發佈了各種大風、風暴、颶風、風暴潮和破壞性湧浪警報。
12月16日，航運服務中斷，漁業部強烈建議漁民不要出海。教育，文化和藝術部下令關閉所有學校，並表示學校將被用作撤離中心，不久後，國家災害管理辦公室啟動了一個緊急行動中心。斐濟警察部隊啟動了颶風應對行動，在全國各地部署了警察，並提供了必要的資源。在一次視訊對話中，斐濟總理弗蘭克·姆拜尼馬拉馬敦促所有斐濟人民為颶風做好準備。國家災害管理辦公室在社交媒體上發佈消息稱，風暴潮預計會高達16公尺。斐濟航空表示，該公司較大的飛機將在未來兩天內運營飛往雪梨、奧克蘭、洛杉磯和香港的服務，或在未來兩天內輪渡至雪梨或奧克蘭。飛機將留在這些機場以避免風暴的破壞。疏散中心在全國範圍內開放，政府讓斐濟軍隊待命提供幫助。12月17日，全國範圍的宵禁於當地時間下午4時開始實施，國家災害管理辦公室宣佈進入緊急狀態。

### 其他地區
當風暴開始影響瓦努阿圖時，對該國中部和南部沿海地區發出了強風警報。

## 影響

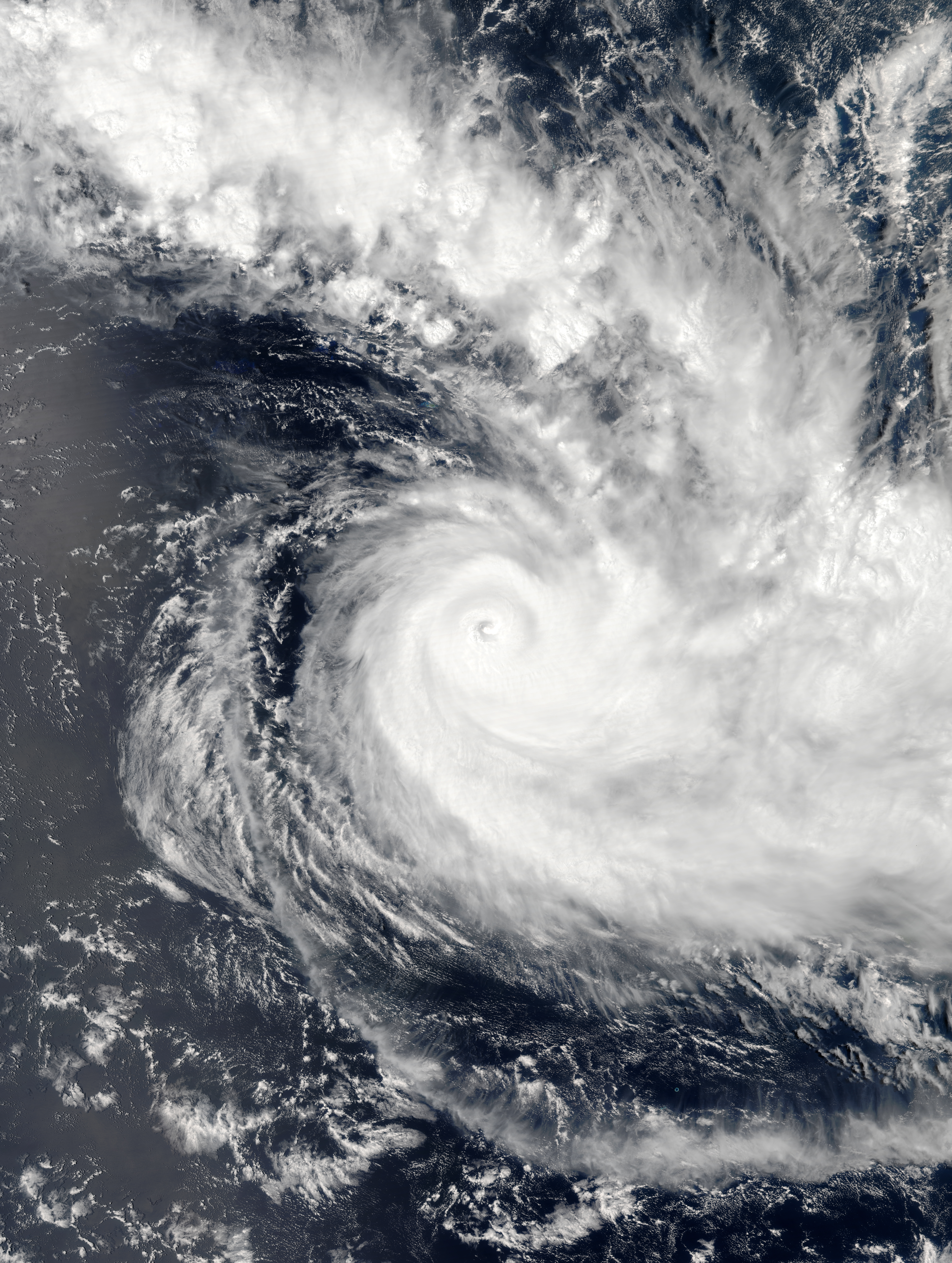
12月17日，即將登陸斐濟的雅薩，其雙重眼壁顯現在衛星雲圖上

### 斐濟
12月17日一早，馬洛洛村開始感受到暴風雨的影響，包括豪雨和強風。甚至有報告稱亞薩瓦島有強風吹襲。亞薩瓦島記錄到了破壞性的巨浪和風暴潮洪水。一位村裡的老人補充說，他們的一些農場已經被毀。從12月17日開始，拉省和西卡卡遭遇豪雨和強風。氣旋於斐濟時間18時左右登陸姆布阿省。。雅薩带来的强风和暴雨共造成斐濟4人死亡，1人失踪。

## 外部連結
- 世界氣象組織 （页面存档备份，存于）
- 聯合颱風警報中心 （页面存档备份，存于）
- 斐濟氣象部門 （页面存档备份，存于）
- 紐西蘭氣象局 （页面存档备份，存于）
- 聯合颱風警報中心 （页面存档备份，存于）